# Münchhausenhof

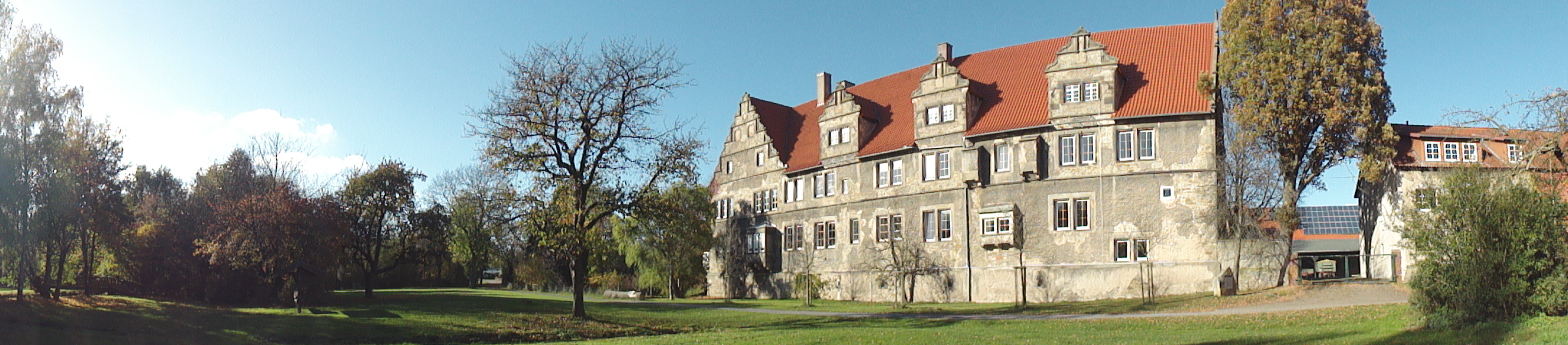
Münchhausenhof mit Parkgelände (2014)

Der Münchhausenhof ist ein früherer Burgmannshof in Hessisch Oldendorf, dessen Herrenhaus 1583 von den Freiherren von Münchhausen im Stil der Weserrenaissance erbaut wurde. Er gilt als größter und bedeutendster Adelshof der Grafschaft Schaumburg.

## Beschreibung

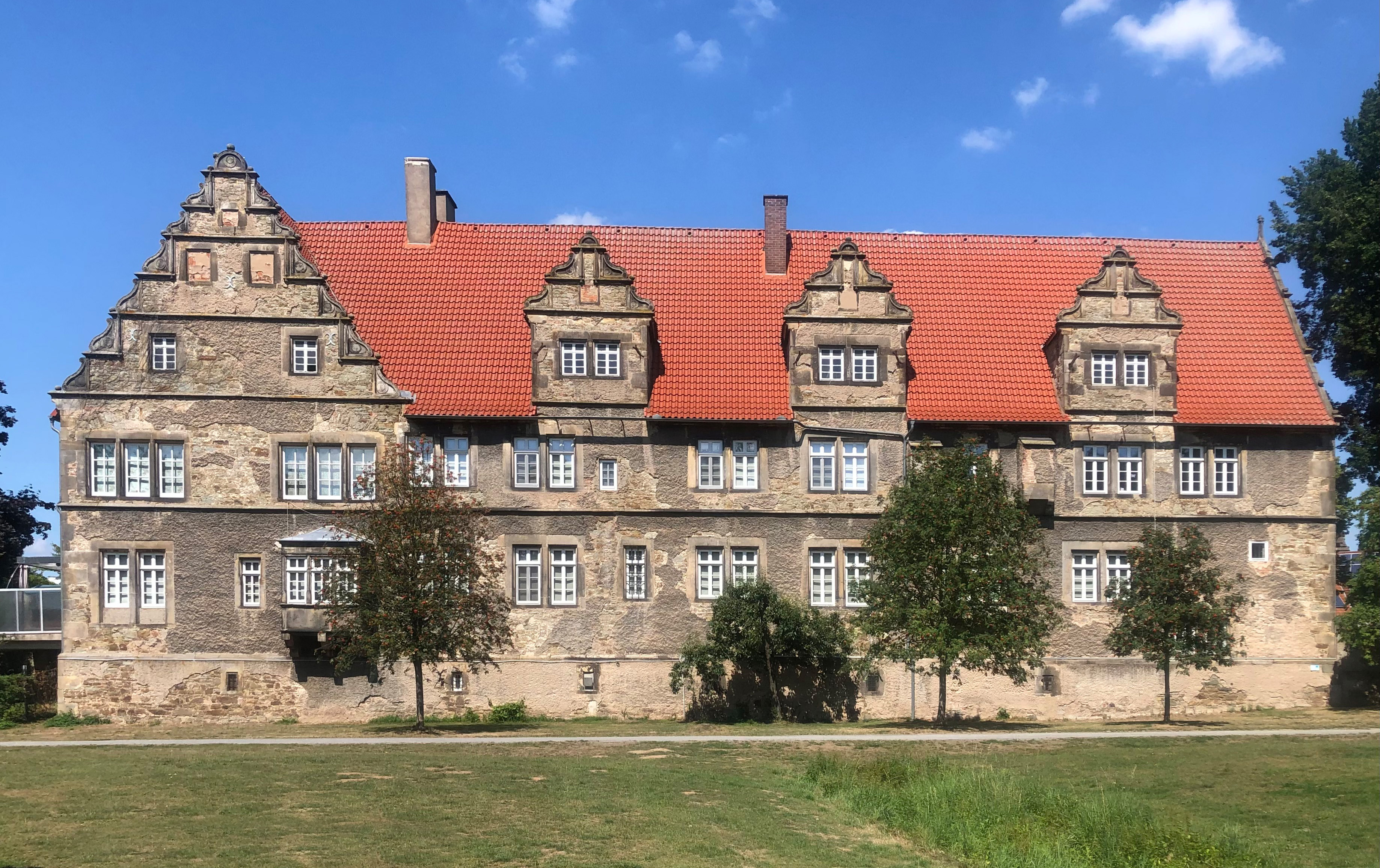
Südseite des Münchhausenhofs (2022)

Das schlossähnliche Herrenhaus ist eine ab 1583 entstandene Zweiflügelanlage an einem Flussarm der Weser. Die Schauseite des zweigeschossigen Gebäudes ist zur Weser ausgerichtet. Der achteckige, mit Dreiecksgiebeln bekrönte Treppenturm ist älter und entstand wahrscheinlich im Jahr 1536. Das Portal des Südflügels wurde 1585 errichtet. Der Rittersaal im Inneren weist eine Tür und einen Kamin auf, die jeweils mit Beschlagwerkdekor verziert sind. Der Park um das Herrenhaus ist öffentlich zugänglich.

## Geschichte

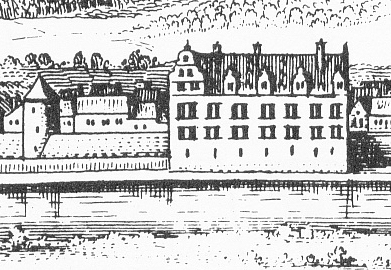
Der Münchhausenhof an der Stadtmauer, im Vordergrund ein Seitenarm der Weser, 1647

Der Burgmannshof entstand im 13. Jahrhundert und stand seit dem 14. Jahrhundert im Besitz des Ministerialengeschlechts von dem Bussche. Der Letzte im Mannesstamm seines Geschlechts war Claus Büschen († 1565). Im Jahr 1559 teilte er seinen Besitz mit Genehmigung der Lehnsherren auf seine Schwiegersöhne auf und überschrieb ihnen seine Güter (die Umstände dieser Übergabe hat der Dichter Börries von Münchhausen 1898 in seiner bekannten Ballade Der Letzte des Geschlechts geschildert). Auf diese Weise kam der Münchhausenhof in den Besitz von Börries von Münchhausen (1515–1583), Herr auf Apelern und Schloss Schwedesdorf in Lauenau, der seit 1557 mit der Tochter Heilwig (1537–1599) verheiratet war. 1583 begann Börries von Münchhausen mit dem Ausbau der bestehenden Anlage, der von seiner Witwe vollendet wurde.
Durch die Erbteilung unter den Söhnen von Börries und der Tochter Heilwig fiel der Münchhausenhof 1594 dem Sohn Ludolf von Münchhausen zu, der das Schloss bis 1640 bewohnte und als Humanist und Literat eine bedeutende Bibliothek zusammen trug. 1596 erwarb er von Henning Ebbeke die das Gebäude schmückende Sonnenuhr. Ab 1783 verpachteten die Münchhausen, deren Hauptsitze Lauenau und Groß Vahlberg sind, den Münchhausenhof, 1947 verkauften sie das Herrenhaus und den knapp 200 ha großen Ackerbaubetrieb, der heute von der Familie Diers-Möller bewirtschaftet wird.